# Glory 2: Brussels
Glory 2: Brussels foi um evento de kickboxing promovido pelo Glory, ocorrido em 6 de outubro de 2012 no Forest National em Bruxelas, Bélgica. Esse evento contou com lutas não válidas pelo torneio.

## Resultados[1][2]
- Remy Bonjasky derrotou Anderson Silva por Decisão Majoritária (4-1) em um round extra.
- Gokhan Saki derrotou Mourad Bouzidi por Decisão Unânime.
- Nieky Holzken derrotou Murat Direkci por Nocaute Técnico (Corte) no segundo round.
- Filip Verlinden derrotou Fabiano Cyclone por Decisão Unânime.
- Murthel Groenhart derrotou Marc de Bonte por Nocaute (Joelhada) no segundo round.
- Igor Jurkovic derrotou Gregory Tony por Nocaute Técnico (3 Knockdowns/Golpe no Fígado) no segundo round.
- Koichi Pettas derrotou Mark Miller por Nocaute (Cruzado de Direita) no segundo round.
- Jhonata Diniz derrotou Sebastian van Thielen por Decisão Unânime.
- Jahfarr Wilnis derrotou Jamal Ben Saddik por Decisão Unânime.
- Marat Grigorian derrotou Alex Vogel por Nocaute Técnico (Chute na Perna de Esquerda) no segundo round.
- Danyo Ilunga derrotou Ali Cenik por Decisão.
- Andy Ristie derrotou Nordin Benmoh por Nocaute (Cruzado de Esquerda) no primeiro round.